# قيقرتليك
قيقرتليك (بالجرينلاندية): Qeqertalik، وبالدنماركية: Den Ene med Øerne)، هي بلدية في جرينلاند تم إنشاؤها في 1 يناير 2018 على أربع مناطق جنوبية تابعة لبلدية كاسويتسوب السابقة. وتعتبر البلدية الأقل سكاناً؛ حيث بلغ عدد سكانها 6340 نسمة. على الرغم من أنها ثاني أكثر بلدية كثافة سكانية، حيث يبلغ عدد سكانها 0.11 شخصاً لكل كيلومتر مربع.